# Butlletí de l'Agrupació Fotogràfica d'Igualada
Butlletí de l'Agrupació Fotogràfica d'Igualada va ser una publicació mensual sobre fotografia, en català, editada a Igualada entre els anys 1932 i 1936. Després de la Guerra Civil, el març de 1942, va començar una altra etapa en castellà.

## Descripció
En els darrers tres números hi constava «Sota el patronatge del M.I. Ajuntament».
La redacció i l'administració eren al carrer de Sant Jaume, núm. 6, (avui plaça de Sant Miquel, núm. 5, antiga casa de la família Padró-Sarrals). S'imprimia als tallers de Pere Bas, estamper. Tenia entre deu i vint-i-quatre pàgines, segons els números, amb un format de 22 x 16 cm. El primer número va sortir el mes de maig de 1933 i l'últim, el 50, el juny de 1936. Els exemplars anaven numerats per ser relligats anualment.

## Continguts
A l'article de presentació deien «Nosaltres, amb l'esguard serè i la ploma llisquenta volem continuar la tasca conreadora de tota matèria artística, sia quina es vulgui la seva modalitat; entre altres raons, perquè nostre primer i únic afany és, i ha sigut sempre, l'enaltiment cultural del nostre poble; que encar que modest nostre esforç, estem persuadits serà llavor sana rublerta de fecunda realitat».
L'Agrupació Fotogràfica d'Igualada (AFI), l'havia fundat poc abans un grup de joves igualadins aficionats a la fotografia, que «van redactar els Estatuts i en procuraren la seva aprovació, fet que es produí el 12 d'octubre de 1930, quan els signà Lluís Companys aleshores Conseller de Governació i més tard President de la Generalitat de Catalunya. En el moment de la seva fundació l'Agrupació Fotogràfica d'Igualada era la segona entitat d'aquest tipus que hi havia a Catalunya i la primera de tot l'Estat que no radicava en una capital de província».
El tema fonamental era la fotografia, amb articles tècnics i teòrics, així com informació sobre concursos, notícies i notes sobre les assemblees de l'Associació. També publicava articles sobre història, geografia, art i excursions de la comarca. Aquests articles acostumaven a anar il·lustrats amb dibuixos a la ploma de Pere Borràs i Estruch i d'Agustí Mata. Hi havia, a més, moltes reproduccions de fotografies premiades en concursos.
Hi havien col·laborat: Joan Canudas, Gabriel Castellà i Raich (sovint amb el pseudònim Ignotus), Claudi Carbonell, Xavier Andrés, Cèsar Martinell, Amadeu Amenós i Roca, Joan Sàbat, Antoni Borràs Quadres i Ramon Violant i Simorra, entre d'altres.